# Шеньсі
Шеньсі́, або Шаньсі (кит. трад. 陝西, спр. 陕西, піньїнь: Shǎnxī, акад. Шаньсі) — провінція у центрі Китаю. Провінційний центр і найбільше місто — Сіань. Населення 37,05 млн (17-е місце серед провінцій; дані за 2004 р.).

## Географія
Площа провінції 205 800 км² (11-е місце).

## Адміністративний поділ
Провінція Шеньсі поділяється на дев'ять міських округів та одне місто субпровінційного значення:
| Карта                           | #        | Українська назва | Китайська назва | Піньінь |
| ------------------------------- | -------- | ---------------- | --------------- | ------- |
|                                 |          |                  |                 |         |
| Місто субпровінційного значення |          |                  |                 |         |
| 1                               | Сіань    | 西安市           | Xī'ān Shì       |         |
| Міські округи                   |          |                  |                 |         |
| 2                               | Анькан   | 安康市           | Ānkāng Shì      |         |
| 3                               | Баоцзі   | 宝鸡市           | Bǎojī Shì       |         |
| 4                               | Ханьчжун | 汉中市           | Hànzhōng Shì    |         |
| 5                               | Шанло    | 商洛市           | Shāngluò Shì    |         |
| 6                               | Тунчуань | 铜川市           | Tóngchuān Shì   |         |
| 7                               | Вейнань  | 渭南市           | Wèinán Shì      |         |
| 8                               | Сяньян   | 咸阳市           | Xiányáng Shì    |         |
| 9                               | Яньань   | 延安市           | Yán'ān Shì      |         |
| 10                              | Юйлінь   | 榆林市           | Yúlín Shì       |         |